# Francesco Caetani (Bischof)
Francesco Caetani beziehungsweise Francesco Gaetano († Juni 1659) war ein  römisch-katholischer Bischof.

## Leben
Caetani wurde am 1. April 1658 zum Bischof von Sarsina ernannt. Federico Sforza, Kardinalpriester von Santi Silvestro e Martino ai Monti, weihte ihn am 22. April 1658 in Santa Caterina da Siena zum Bischof.